# Rivanj
Koordinati:   44°09′16″N, 15°02′08″E
Rivanj je otok v Jadranskem morju, ki pripada Hrvaški.
Rivanj leži v Zadarskem arhipelagu med otokoma Sestrunj in Ugljan. Otok, ki ima površino 4,4 km² je dolg 3,4 in širok do 1,4 km, dolžina obale meri 10,346 km, ter je pretežno pokrit z makijo. Najvišja vrhova sta Lukočina, ki doseže višino 112 mnm in Vela Glava (89 mnm). Na otoku stojita dva svetilnika. Prvi, ki stoji na rtu Zanavin oddaja svetlobni signal :Z Bl 3s , z nazivnim dometom 4 milje; drugi, ki stoji na pomolu pristanišča v naselju, pa oddaja svetlobni signal: Z Bl 3s.
Istoimensko naselje Rivanj leži v notranjosti otoka. Pod naseljem na jugozahodni obali leži ob zaselku manjše pristanišče, ki omogoča,  ladijsko povezavo z Zadrom.
Prvo naselje na otoku, ki ga omenjajo stare listine, je bilo osnovano leta 1355 in je stalo na vzhodni obali, na lokaciji Lokve. Novo, sedanje, naselje so po porazu in predaji postavili naseljenci z otoka Ugljana v 16.stoletju. V 19. in 20. stol. so se otočani množično izseljevali, predvsem v ZDA. Po koncu druge svetovne vojne se je odseljevanje nadaljevalo, tako da so skoraj vsi otočani odšli, predvsem v Zadar.